# Araliàcies
Les araliàcies (Araliaceae) són una família de plantes amb flors.
El gènere tipus és Aralia. Les plantes més conegudes d'aquesta família són l'heura i el ginseng. Les araliàcies inclouen 254 espècies d'arbres, arbusts, lianes i plantes herbàcies perennes. S'agrupen en dues subfamílies. Les espècies normalment desenvolupen fulles compostes pinnades o palmades i també acostumen a tenir flors menudes produïdes en grans panícules.
Als Països Catalans n'hi ha una sola espècie autòctona, l'heura (Hedera helix), si bé també se n'hi troben d'altres espècies cultivades com a ornamentals, entre elles l'Hedera colchica, la fàtsia (Fatsia japonica) i les xefleres (Schefflera actinophylla i Schefflera arboricola).

## Taxonomia
Aquesta família conté 44 gèneres acceptats:
| - Anakasia Philipson - Aralia L. - Astropanax Seem. - Astrotricha DC. - Brassaiopsis Decne. & Planch. - Cephalaralia Harms - Cheirodendron Nutt. ex Seem. - Chengiopanax C.B.Shang & J.Y.Huang - Crepinella Marchal - Cussonia Thunb. - Dendropanax Decne. & Planch. - Didymopanax Decne. & Planch. - Eleutherococcus Maxim. - Fatsia Decne. & Planch. - Gamblea C.B.Clarke | - Harmsiopanax Warb. - Hedera L. - Heptapleurum Gaertn. - Heteropanax Seem. - Hydrocotyle Tourn. ex L. - Kalopanax Miq. - Macropanax Miq. - Merrilliopanax H.L.Li - Meryta J.R.Forst. & G.Forst. - Metapanax J.Wen & Frodin - Motherwellia F.Muell. - Neocussonia Hutch. - Neopanax Allan - Oplopanax (Torr. & A.Gray) Miq. - Oreopanax Decne. & Planch. | - Osmoxylon Miq. - Panax L. - Plerandra A.Gray - Polyscias J.R.Forst. & G.Forst. - Pseudopanax K.Koch - Raukaua Seem. - Schefflera J.R.Forst. & G.Forst. - Sciodaphyllum P.Browne - Seemannaralia R.Vig. - Sinopanax H.L.Li - Tetrapanax (K.Koch) K.Koch - Trachymene Rudge - Trevesia Vis. - Woodburnia Prain |